# Кошаркашка репрезентација Србије на Светском првенству у кошарци 2019.
Кошаркашка репрезентација Србије на ФИБА Светском првенству 2019. године представља Србију на Светском првенству у кошарци у Кини. Србија се пласирала на Светско првенство освојивши 3. место у Европским квалификацијама у 2. кругу. Тим је водио Александар Ђорђевић, а помоћни тренери Мирослав Николић, Дарко Рајаковић и Јовица Антонић.
Светско првенство у кошарци 2019. је 18. турнир ФИБА Светског првенства у кошаркашком првенству које организује ФИБА.
Александар Ђорђевић је поднео оставку на место селектора после Светског првенства.

## Догађаји
- 7. јун: Објављен је списак од 34 играча[4][5]
- 1. јул: Објављен је списак од 18 играча[6][7]
- 18. јул: Играчи се окупљају у Београду[8]
- 21. јул: Почетак тренинг кампа на Копаонику[8]
- 4. август: Крај тренинг кампа[8]
- 20. август: Пут у Кину
- 4. август – 27. август: Пријатељске утакмице[5]
- 31. август – 15. септембар: Светско првенство у кошарци 2019.

## Квалификације

### Табела
| Поз. | Репрезентација | Ут. | Поб. | Пор. | Дат. | При. | Гр.  | Бод. |
| ---- | -------------- | --- | ---- | ---- | ---- | ---- | ---- | ---- |
| 1.   | Немачка        | 6   | 6    | 0    | 508  | 414  | +94  | 12   |
| 2.   | Србија         | 6   | 4    | 2    | 514  | 449  | +65  | 10   |
| 3.   | Грузија        | 6   | 2    | 4    | 460  | 495  | -35  | 8    |
| 4.   | Аустрија       | 6   | 0    | 6    | 394  | 518  | -124 | 6    |